# Benefiziarier
Die Benefiziarier (auch Beneficiarier; lat. beneficiarius Plural beneficiarii von lat. beneficium, dt. „Vorteil, Wohltat“) waren Principales (Unteroffiziere) im Römischen Reich, die polizeiähnliche Aufgaben ausübten. Sie dienten entweder in einer Legion als Sekretäre im Stab des Statthalters, oder waren auf Stationen in den Provinzen abkommandiert.

## Historische Entwicklung und Aufgaben

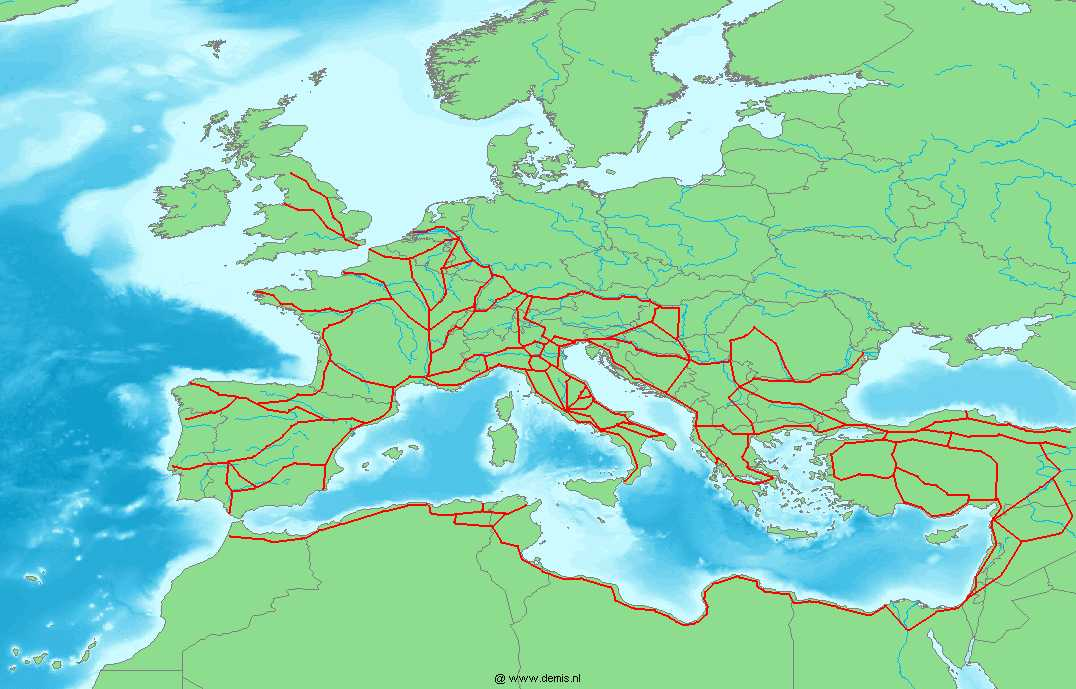
Übersichtskarte der Hauptstraßen im Römischen Reich zur Zeit von Hadrian (regierte 117–138)

Die Benefiziarier waren vom jeweiligen Statthalter aus ihren Stammeinheiten abkommandierte Soldaten, die an den Fernstraßen des Reichs Polizeifunktionen wahrnahmen. Um ihre speziellen Aufgaben ausführen zu können, waren sie vom einfachen Dienst (Munera) eines normalen Soldaten befreit. Sie gehörten zur Charge der Principales, welche unter anderem die Frumentarier und Speculatores mit einschloss. Mit gelegentlich zugeordneten einfachen Soldaten und Hilfspersonal waren sie in sogenannten Benefiziarierstationen (stationes, Straßenstationen) eingesetzt. Diese befanden sich an Grenzübergängen, Straßenkreuzungen, Flussübergängen und anderen neuralgischen Punkten der Provinzen. In einer Zenturie, Kohorte oder Legion übernahmen die Benefiziarier Sekretärs- und Schreiberfunktionen für die Legaten und Tribunen.
An den Außen-, aber auch an wichtigen Binnengrenzen des Reiches kontrollierten die Benefiziarier den Warenverkehr (Wirtschaft im Römischen Reich) als Aufsichtsbehörde über die eigentlich Verantwortlichen. Des Weiteren sammelten sie Informationen aus der Bevölkerung, von Händlern und von Informanten, die sie bei Relevanz an den Statthalter übermittelten. Um ihre Unabhängigkeit gegenüber örtlichen Aufsichtsbehörden zu gewährleisten, wurden sie in einem halbjährigen Turnus versetzt. Üblicherweise stiftete der Benefiziarier bei seiner Ablösung von einer Station einen Weihestein an die Staatsgötter und örtliche Gottheiten. An zahlreichen Stationierungsorten konnten anhand der Steinfunde ihre Dienstlokale archäologisch nachgewiesen werden.

## Entlohnung
Benefiziarier bekamen den anderthalbfachen Sold eines Legionärs. Ihr typisches Kennzeichen war eine spezielle Lanze, die sie mit sich führten, und an der sie von weitem als Benefiziarier zu erkennen waren. Diese sogenannte Signumlanze war das traditionelle Symbol der Macht und der Souveränität des Römischen Imperiums. Der Träger der Lanze war somit im direkten Auftrag seines Statthalters (Legaten) unterwegs und übte sein Amt aus. Zu seinen Aufgaben gehörte mitunter auch die Zurechtweisung und Züchtigung von ungehorsamen Individuen. Bei Bestrafung für kleine Vergehen ging es weniger um Geldbußen, sondern mehr um körperliche Züchtigung und Bloßstellung vor der Bevölkerung. Die Institution des Beneficiariers ist seit vespasianischer Zeit nachweisbar.

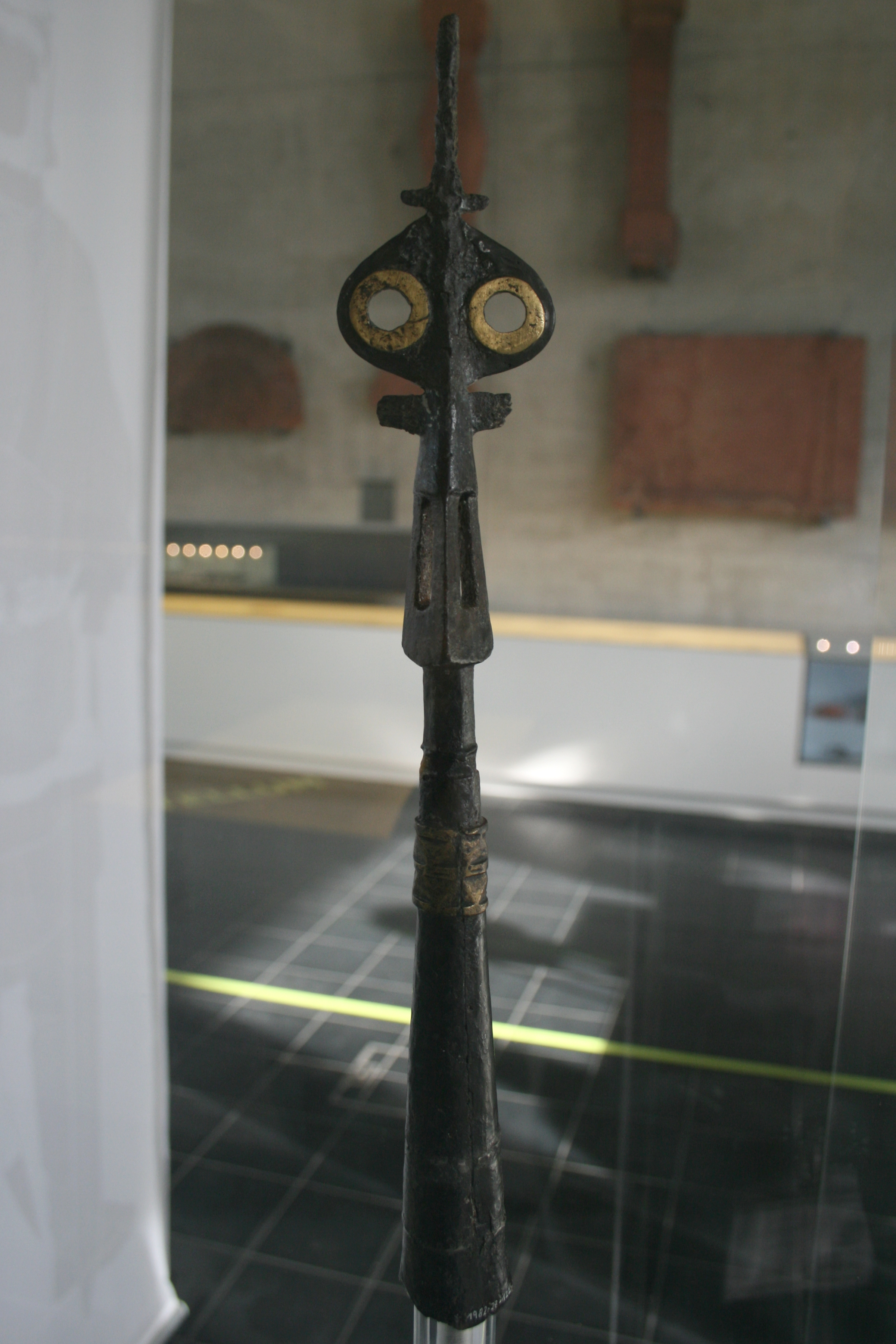
Lanzenspitze eines Benefiziariers, Originalfund im Römermuseum Osterburken
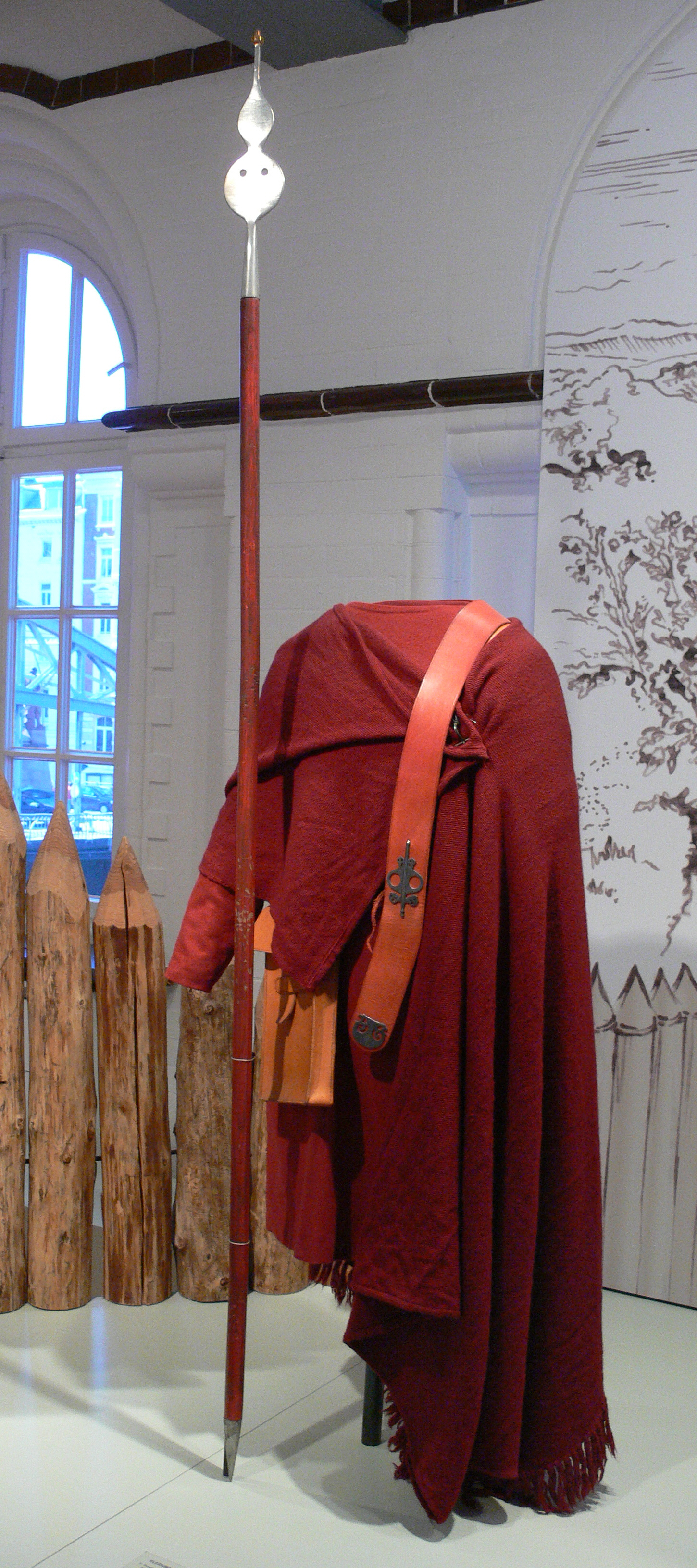
Kleidung eines Benefiziariers (Rekonstruktion, Deutsches Zollmuseum Hamburg)
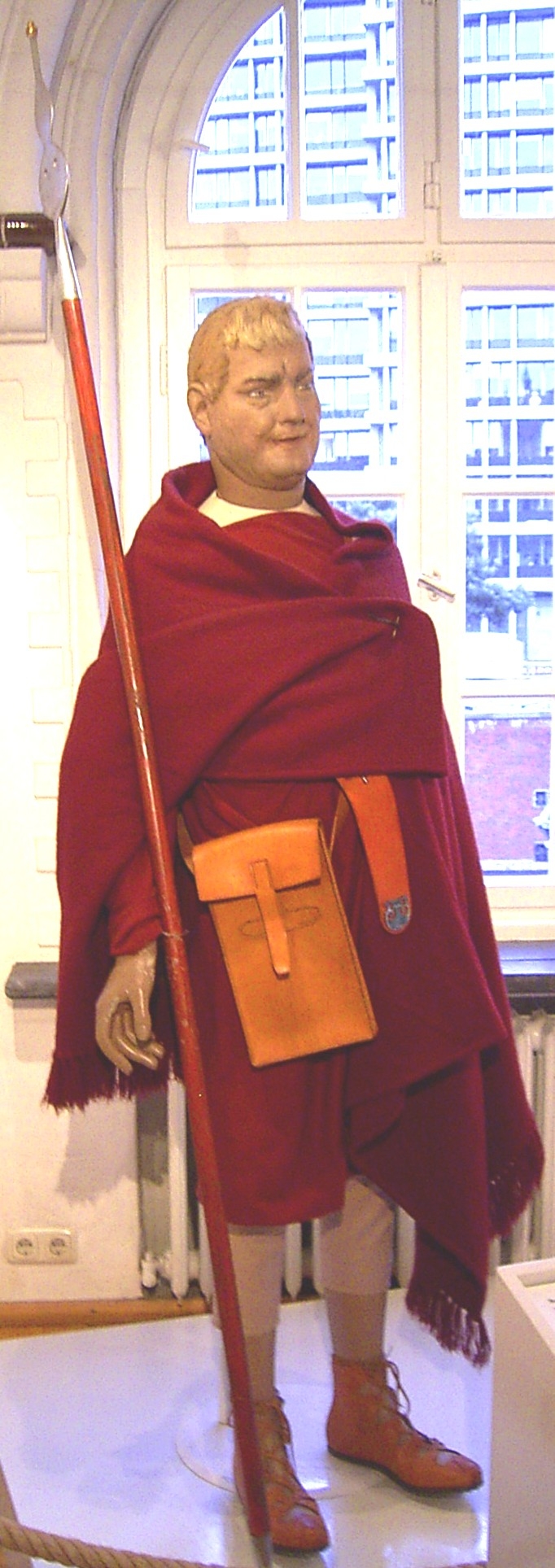
Figurine eines Benefizariers im deutschen Zollmuseum Hamburg
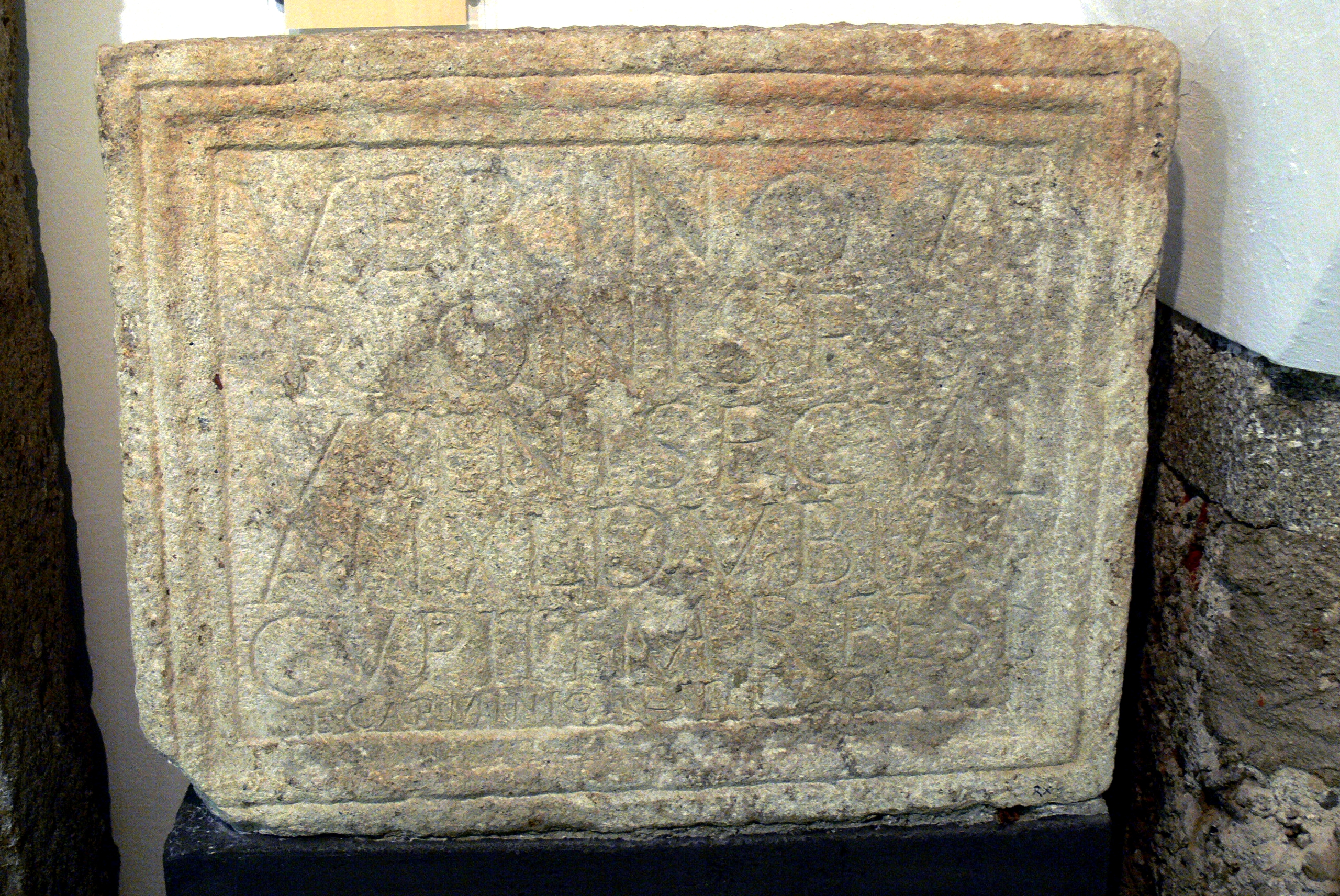
Grabinschrift für Verinus, Beneficiarier des Usienus Secundus, Statthalter von Noricum (158 n. Chr.), Museum Lauriacum, Enns/Oberösterreich.
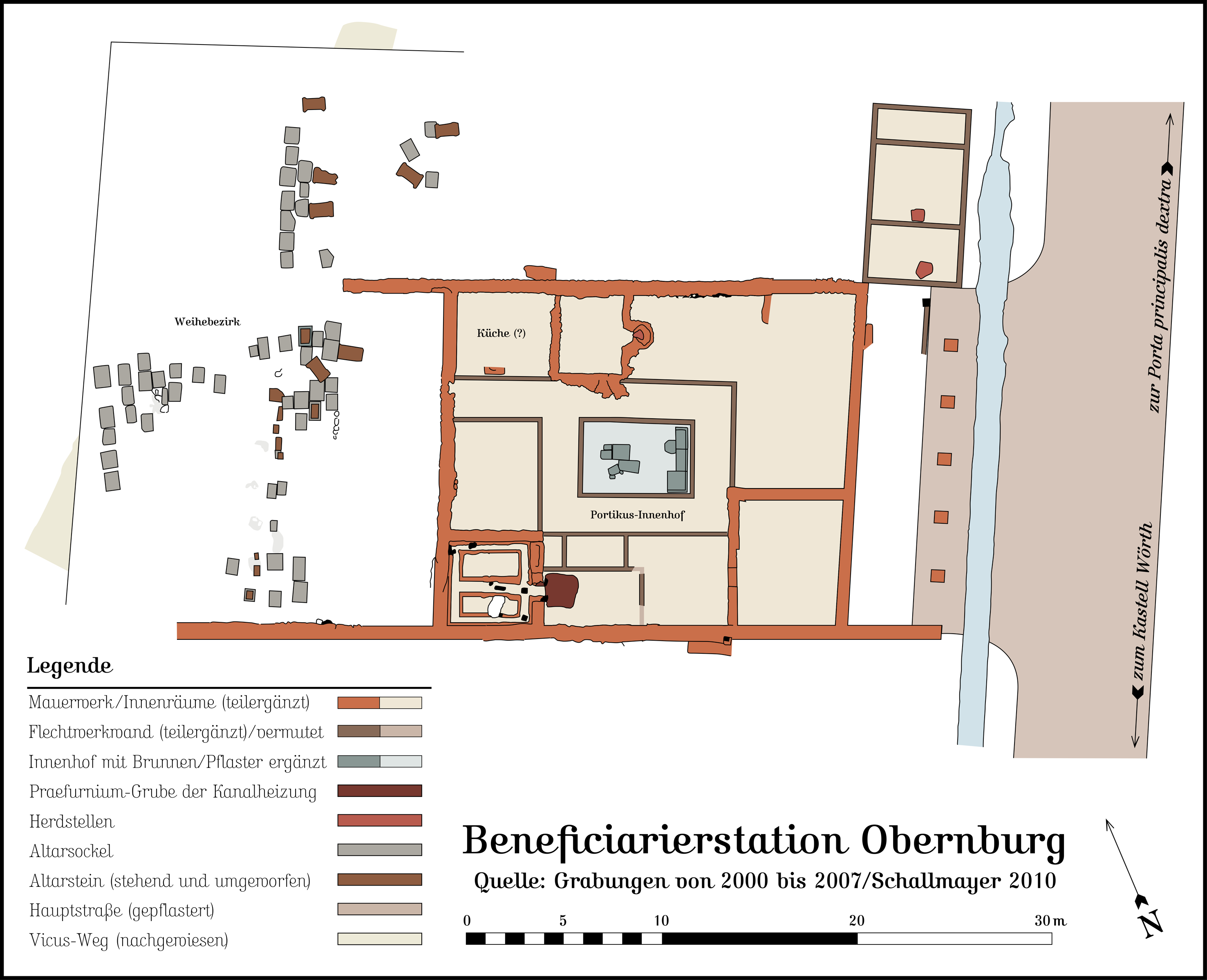
Die bis 2007 ergrabene Beneficiarierstation an der Ausfallstraße südlich des Kastells Obernburg
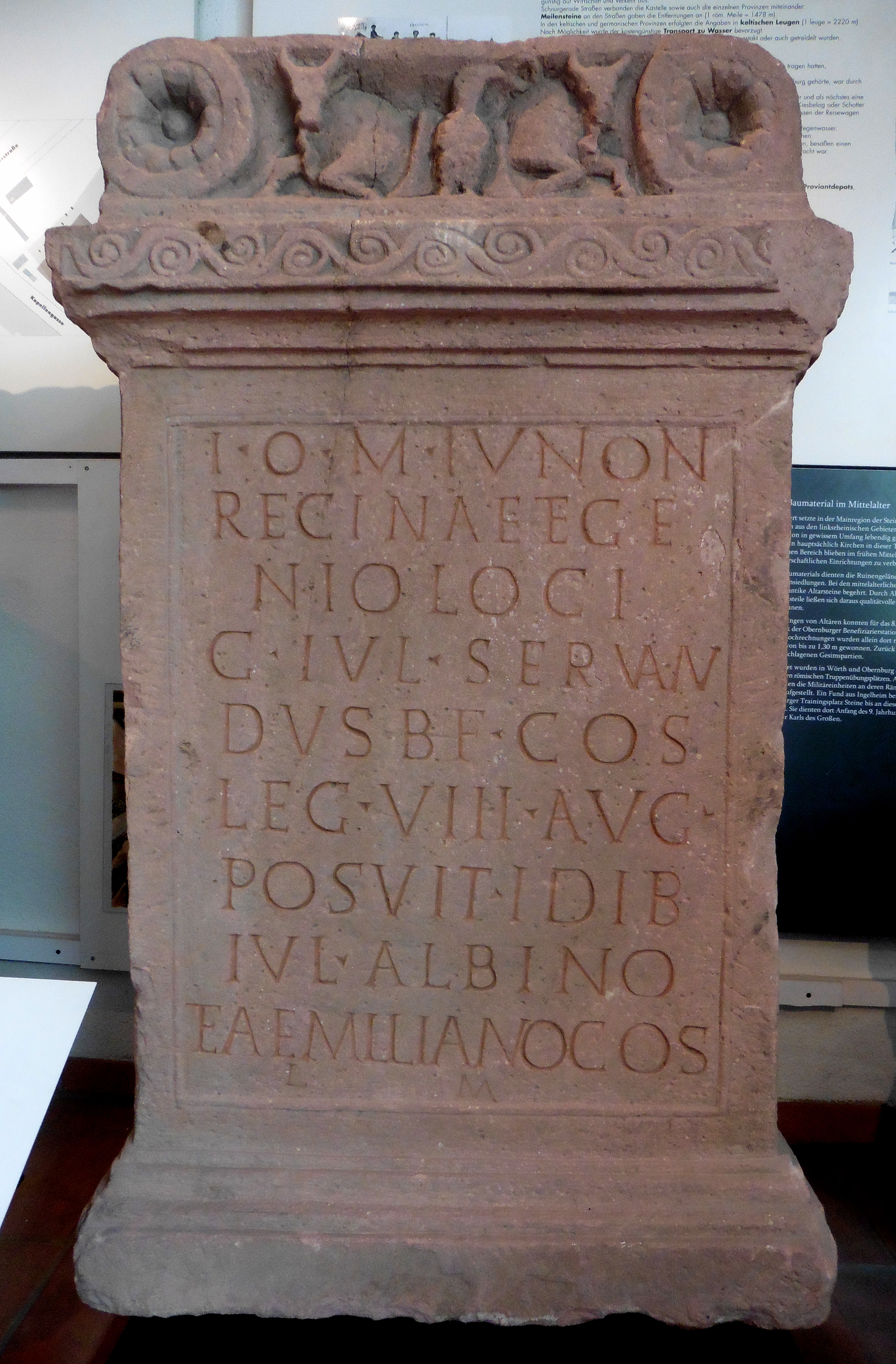
Eine der Benefiziarier-Weiheinschriften aus dem Kastell Obernburg